# Kaliman I. Asen
Kaliman I. (bulharsky: Калиман Асен I., někdy také Koloman I., Коломан I.; 1233/1234 – srpen 1246), syn bulharského cara Ivana Asena II. a jeho druhé choti Anny Marie Uherské, byl v letech 1241–1246 bulharským carem.

## Život
Kaliman pocházel z bulharské panovnické dynastie Asenovců. Narodil se roku 1233 nebo 1234 jako nejstarší syn bulharského cara Ivana Asena II. a Anny–Marie, dcery uherského krále Ondřeje II. z dynastie Arpádovců. V brzkém věku asi čtyř let ztratil princ matku – královna Anna zemřela roku 1237 v hlavním městě Bulharska v Tarnovu na mor. Krátce na to se car znovu oženil s Irenou, dcerou bývalého epirského despoty Theoroda Komnena. Naneštěstí pro Bulharsko již roku 1241 jeden z největších středověkých vládců Ivan Asen II. zemřel. Kalimanovi, který se měl stát jeho nástupcem, bylo asi osm let a regentské vlády se ujala rada bojarů, ve které byli převážně příbuzní dynastie Asenovců. Regenti upevnili spojenecké vazby Bulharska s nikajským císařem Janem III. Dukou Vatatzem, jehož syn a předurčený nástupce Theodoros se již za vlády Ivana Asena II. zasnoubil s Kalimanovou sestrou Helenou. Bojaři také uzavřeli dohody s latinským císařem Balduinem II. a s uherským králem Bélou IV., bratrem Kalimanovy matky, a se soluňským despotou Janem. Bohužel pro Bulharsko však do země roku 1242 (při návratu z Uher) vpadli Mongolové, kteří zničili severní část carství a donutili Kalimana k platbě ročního poplatku Zlaté hordě, nově vzniklému státnímu útvaru vzniknuvšímu na jihoruských stepích. Krátce po mongolském plenění bylo Bulharsko vtaženo do války mezi Janem Vatatzem a Demetriem Angelem, bratrem Kalimanovy nevlastní matky Ireny. Roku 1246 se nikajský císař rozhodl zaútočit na Demetria. Car Kaliman byl však v srpnu 1246 v Tarnovu otráven. Travičkou možná byla Kalimanova nevlastní matka Irene, která se rázem stala poručnicí svého osmiletého syna Michaila, který formálně nastoupil na trůn.